# 泽普县良种场
泽普县良种场，是中华人民共和国新疆维吾尔自治区喀什地区泽普县下辖的一个乡镇级行政单位。

## 行政区划
泽普县良种场下辖以下地区：
泽普县良种场虚拟村。